# Pseudozarba leucopera
Pseudozarba leucopera là một loài bướm đêm trong họ Noctuidae.